# Sammy N'Djock
Sammy N'Djock (Yaoundé, 25 febbraio 1990) è un ex calciatore camerunese, di ruolo portiere.

## Carriera
Ha giocato 25 partite nella massima serie turca.